# Donald Mallard
Il dottor Donald "Ducky" Mallard è un personaggio della serie televisiva NCIS - Unità anticrimine, interpretato da David McCallum. È presente fin dall'episodio backdoor pilot della serie intitolato La regina di ghiaccio., facente parte della serie televisiva JAG - Avvocati in divisa.

## Casting
David McCallum venne scelto per il ruolo del dottor Mallard nel 2003, fin dall'inizio della serie. In un incontro con i fan sulla piattaforma Reddit nel 2016, alla domanda su quale fosse il suo ricordo preferito legato alla serie, l'attore rispose che era stato l'annuncio di avere ottenuto la parte di Ducky, ma da quel momento in poi aveva avuto centinaia di altri bei ricordi. La scelta di un attore di 70 anni per un ruolo nel cast principale di una serie tv, dove di solito si preferiscono interpreti più giovani anche se meno esperti, non era scontata, e rappresentò il culmine della carriera di McCallum, facendolo conoscere anche alle generazioni più giovani.
Prima di NCIS - Unità anticrimine, David McCallum era conosciuto soprattutto per avere interpretato la parte dell'agente segreto russo Illya Kuryakin nella serie tv degli anni '60 Organizzazione U.N.C.L.E.. Nel 13º episodio della seconda stagione ad un certo punto l'agente Todd chiede a Leroy Jethro Gibbs come fosse Ducky da giovane, e nella versione originale, Gibbs risponde semplicemente "Illya Kuryakin". Questa citazione, forse poco comprensibile in Italia dal momento che la serie Organizzazione U.N.C.L.E. non è stata più trasmessa dagli anni '60, si perde nel doppiaggio italiano dell'episodio, e Gibbs risponde alla domanda dicendo "un tipo alla Cary Grant".
Nei contenuti extra del DVD della prima stagione di NCIS - Unità anticrimine, il produttore Donald P. Bellisario raccontò che McCallum si preparò con tanto impegno per la sua parte da diventare un esperto di medicina legale, tanto da considerare l'idea di farlo diventare consulente tecnico della serie. In una intervista del 2013 McCallum confermò di avere studiato molto la professione del suo personaggio, perché "non si può interpretare un patologo per dieci anni e parlare di patologia senza sapere cosa stai facendo". Oltre a leggere e fare ricerche si mise anche in contatto con il coroner di Los Angeles, assistendo personalmente a diverse autopsie. Nel corso degli anni diversi medici patologi gli hanno scritto per ringraziarlo per l'accuratezza della sua interpretazione e per rendere simpatica la loro professione.
Nel terzo episodio della dodicesima stagione vengono mostrati alcuni flashback del dottor Mallard da giovane, nei quali il medico legale è interpretato dall'attore britannico Adam Campbell. Campbell riprende il ruolo del giovane dottor Mallard in altri tre episodi nelle stagioni successive.

## Biografia del personaggio
Come l'attore che lo interpreta, il dottor Mallard ha origini scozzesi. Da giovane ha frequentato il college a Eton e la facoltà di medicina dell'Università di Edimburgo. Dopo la laurea si è unito al Royal Army Medical Corps dell'esercito britannico, diventando ufficiale. Tale lavoro lo ha portato a viaggiare molto per il mondo, e le sue avventure vengono spesso da lui stesso narrate durante i resoconti delle autopsie che deve fare a Gibbs, durante i quali viene quasi sempre interrotto.
Nel 13º episodio della sesta stagione, Portatore di morte, si viene a sapere che alla fine degli anni '80 ha lavorato come medico durante la guerra sovietico-afgana, e in tale occasione ha praticato l'eutanasia su un ragazzo afgano moribondo. Durante il corso dell'episodio Gibbs riesce a dimostrare che un agente della CIA senza scrupoli sottoponeva a tortura i prigionieri durante gli interrogatori, e Ducky aveva somministrato al ragazzo una dose eccessiva di morfina per porre fine alle sue sofferenze.
Nello stesso episodio si scopre che il dottore ha iniziato a lavorare come medico legale all'NCIS nel dicembre 1992.
Nelle prime stagioni della serie vive insieme all'anziana madre, che soffre di Alzheimer, e i suoi cani corgi. Nell'episodio Due vite della settima stagione si viene a sapere che la madre è morta, all'età di 98 anni.
Nell'ultimo episodio della nona stagione, venuto a conoscenza tramite una telefonata di un attentato esplosivo contro la sede dell'NCIS, il dottore ha un grave attacco cardiaco. Solo all'inizio della stagione successiva si scopre che è sopravvissuto, e dopo un periodo di convalescenza torna al lavoro come medico legale. 

### Carattere
Il dottor Mallard ha un carattere per lo più bonario, spiritoso e socievole. Si arrabbia raramente, ad eccezione di quando qualcuno non rispetta la scena del crimine, ad esempio spostando o perquisendo il cadavere prima del suo arrivo. È solito chiamare i suoi colleghi usando il loro nome intero, come Abigail, Anthony o Timothy, invece del diminutivo con cui sono più conosciuti. È molto amico dell'agente Gibbs, che chiama con il suo secondo nome Jethro, mentre ha un atteggiamento paterno verso il suo assistente Jimmy Palmer e si rivolge a lui chiamandolo signor Palmer, anche se, almeno nell'adattamento italiano, gli dà del tu.
Due sue abitudini, mostrate lungo tutto il corso della serie, sono quella di rivolgersi ai cadaveri, parlando loro come se fossero ancora in vita prima di iniziare le autopsie, e quella di divagare raccontando vari aneddoti mentre spiega agli agenti della squadra i risultati dei suoi esami, venendo sempre interrotto prima di poter finire il suo racconto.

### Origine del soprannome
Viene soprannominato da tutti "Ducky" ("Anatroccolo"). Originariamente quel nome gli venne dato dai suoi compagni quando era uno studente e lo detestava, salvo poi ricredersi ed utilizzarlo come soprannome fisso. Il soprannome è un chiaro riferimento al suo cognome: "Mallard" in inglese è il Germano Reale, o anatra selvatica. "The Mallard" è anche il soprannome di una locomotiva a vapore inglese, e Ducky ne possiede un modellino che tiene nella sua sala autopsie.

## Presenza nella serie
Il dottor Mallard fa parte del cast principale della serie fin dall'episodio pilota La regina di ghiaccio, facente parte dell'ottava stagione di JAG Avvocati in divisa, ricoprendo il ruolo di medico legale dell'NCIS. Nelle prime quattordici stagioni appare in tutti gli episodi, ad eccezione del 23º episodio della sesta stagione Leggenda (seconda parte), seconda parte dell'episodio pilota di NCIS: Los Angeles.
Nel terzo episodio della quindicesima stagione, Exit Strategy, decide di prendere un periodo sabbatico dall'NCIS per insegnare al "John Jay College of Criminal Justice" di New York, lasciando il dottor Palmer come responsabile delle autopsie in sua assenza. Nella prima parte della sedicesima stagione ritorna a lavorare all'NCIS a tempo parziale, in quanto impegnato in un tour per promuovere il libro da lui scritto raccontando alcuni dei suoi casi. Nel 16º episodio della sedicesima stagione, Orsi e cuccioli, annuncia di volersi ritirare definitivamente come medico legale dell'NCIS, ma nell'episodio successivo accetta la proposta del direttore Vance di continuare a lavorare per l'agenzia in veste di storico e consulente. Questa storyline del personaggio è stata sviluppata per permettere all'attore David McCallum, che all'epoca della sedicesima stagione aveva già 85 anni, di essere meno impegnato sul set e poter dedicare più tempo alla sua famiglia.
A partire dalla diciassettesima stagione il dottor Mallard appare solo in pochi episodi ogni anno, mentre nel ruolo di medico legale subentra definitivamente il dottor Palmer. Dopo l'addio di Mark Harmon al ruolo dell'agente Gibbs all'inizio della diciannovesima stagione, David McCallum rimane l'ultimo membro del cast originale ancora presente nella serie.
Oltre alla serie principale di NCIS, il dottor Mallard appare anche come cameo nel primo episodio della prima stagione e nel 12º episodio della seconda stagione di NCIS: New Orleans.
Ducky compare per l'ultima volta nell'episodio 2 della ventunesima stagione, ma interpretato da una controfigura; Palmer va a trovarlo a casa e scopre che è morto nel sonno; le successive apparizioni sono immagini d'archivio dalle stagioni precedenti. Questo escamotage narrativo è stato ideato dall'attore Brian Dietzen (interprete di Jimmy Palmer), che ha scritto e diretto l'episodio come omaggio a David McCallum; questi era morto circa un mese prima che le riprese della nuova stagione iniziassero (erano state rimandate per i due scioperi di sceneggiatori e attori del 2023). La puntata mostra come la frequentazione del dottore abbia influenzato le vite dei personaggi, e per l'occasione è apparso come guest star anche Michael Weatherly nel ruolo di Tony DiNozzo.